# AMD Phenom
Phenom es una serie de microprocesadores x86-64 diseñada por AMD para computadoras personales presentada en el año 2007. Es la primera generación de procesadores de tres y cuatro núcleos basados en la microarquitectura K10, reemplazando así a la serie de alto rendimiento de AMD (Athlon 64 X2). Los primeros dos modelos de la serie 8000 (Phenom X3 8400 a 2,1 GHz y el X3 8600 a 2,3 GHz) fueron lanzados al mercado en marzo del 2008. Estos procesadores cuentan con tres núcleos (en realidad cuatro, con uno de ellos desactivado) y AMD afirma que mejoran el rendimiento hasta en un 30% respecto a un microprocesador AMD de doble núcleo a igual frecuencia[cita requerida], otorgándole al usuario una mejor experiencia de Alta definición (HD) con soporte para los más recientes y exigentes formatos, incluyendo VC-1, MPEG-2 y H.264 en un PC del mercado masivo.
Un mes antes del lanzamiento oficial, AMD ya comercializaba procesadores de tres núcleos basados en el escalonamiento (stepping) "B2", los cuales tenían un fallo cuando se les aplicaba overclock. Para el diseño del Phenom se incluyó la tecnología de manejo de caché de stepping "B3", la cual corrige todos los fallos de su versión prototipo.[cita requerida]

## Modelos
| Código           | Frecuencia del Reloj (GHz) | Tamaño del L2 Caché (KiB) | Tamaño del Caché L3 compartido (MiB) | TDP (W) | Zócalo | Núcleos | Disponibilidad |
| AMD Phenom FX    |                            |                           |                                      |         |        |         |                |
| Agena FX Manager | 2,4–2,6                    | 4x512                     | 2                                    | TBD     | AWP    | 4       | Q3 2007        |
| Agena FX Manager | 2,2–2,0000220              | 4x512                     | 2                                    | TBD     | AWP    | 4       | Q3 2007        |
| Agena FX Manager | 2,2–2,4                    | 4x512                     | 2                                    | TBD     | AM2+   | 4       | Q3 2007        |
| AMD Phenom X4    |                            |                           |                                      |         |        |         |                |
| Agena            | 2,4                        | 4x512                     | 2                                    | 89      | AM2+   | 4       | Q3 2007        |
| Agena            | 2,2                        | 4x512                     | 2                                    | 89      | AM2+   | 4       | Q3 2007        |
| AMD Phenom X2    |                            |                           |                                      |         |        |         |                |
| Kuma             | 2,8                        | 2x512                     | 2                                    | 89      | AM2+   | 2       | Q4 2007        |
| Kuma             | 2,6                        | 2x512                     | 2                                    | 65      | AM2+   | 2       | Q4 2007        |
| Kuma             | 2,4                        | 2x512                     | 2                                    | 65      | AM2+   | 2       | Q4 2007        |

## Características
Como característica común todos los Phenom tienen tecnología de 65 nanómetros lograda a través de tecnología de fabricación Silicon on insulator (SOI). No obstante, Intel, principal competencia de AMD a nivel mundial, ya se encontraba fabricando mediante la más avanzada tecnología de proceso de 45 nm en 2008. La serie Phenom utiliza el socket AM2+, cuya principal novedad es la integración de la última versión de HyperTransport, la 3.0, de hasta 3.600 MT/s full duplex o ancho de banda de E/S de hasta 16,0 GB/s, excepto los Phenom FX que utilizan el Socket F o el F+ (el mismo que algunos Opteron). 
Salieron junto con la nueva serie AMD DirectX 10 ATI Radeon HD 2000 (RV600). AMD espera la disponibilidad de los ordenadores de escritorio basados en Phenom dual y quad-core (de cuatro núcleos) a finales de 1998.
En San Francisco, la empresa mostró una plataforma de ocho núcleos, donde se pudo ver la primera plataforma de ocho núcleos de próxima generación de silicio. Ésta incluye dos procesadores Phenom de cuatro núcleos, la nueva DirectX 10 ATI Radeon HD 2900 XT y el chipset RD790 que será lanzado en la segunda mitad del año 2007.
Los procesadores Phenom están diseñados para facilitar el uso inteligente de energía y recursos del sistema, listos para la virtualización, generando un óptimo rendimiento por vatio. Todos las CPUs Phenom poseen características como controlador de memoria DDR2 integrado, tecnología HyperTransport y unidades de coma flotante de 128 bits, para incrementar la velocidad y el rendimiento de los cálculos de coma flotante.
Con el diseño nativo de cuatro núcleos ofrecido por los procesadores Phenom, los núcleos se comunican dentro del mismo sustrato de silicio prescindiendo de un front-side bus externo al procesador, lo que genera un cuello de botella en los procesadores Intel que unen dos chips de doble núcleo para conformar procesadores de cuatro núcleos.
La arquitectura Direct Connect asegura que los cuatro núcleos tengan un óptimo acceso al controlador integrado de memoria, logrando un ancho de banda de 16 Gb/s para intercomunicación de los núcleos del microprocesador y la tecnología HyperTransport, de manera que las escalas de rendimiento mejoren con el número de núcleos.
Tiene caché L3 compartida para un acceso más rápido a los datos (y así no depender tanto de la propia latencia de la RAM), además de compatibilidad de infraestructura de los socket AM2, AM2+ y AM3 para permitir un camino de actualización sin sobresaltos.